# Georgios Karaiskakis

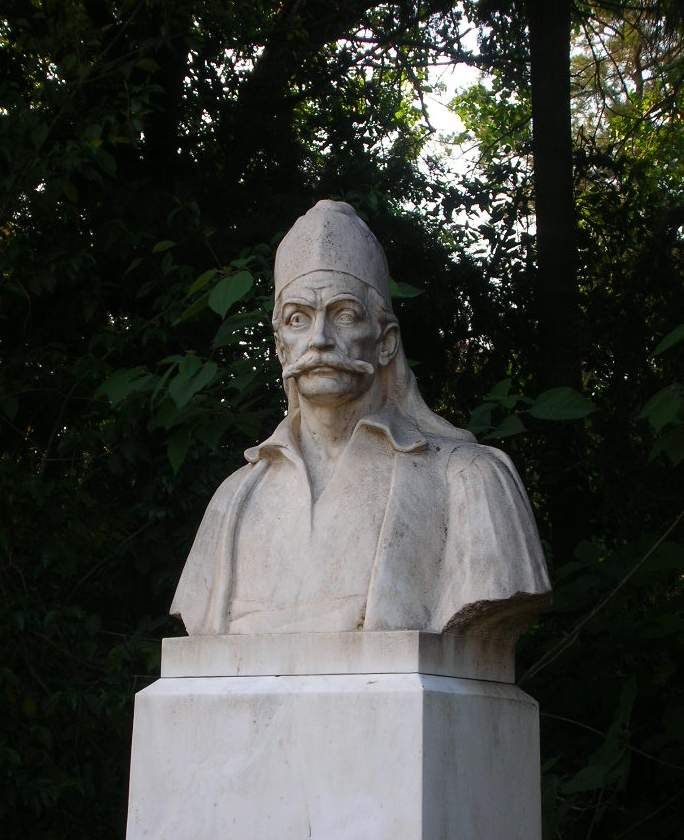
Georgios Karaiskakis.

Georgios Karaiskakis (grekiska: Γεώργιος Καραϊσκάκης), född den 23 januari 1782 i Epirus, död den 23 april 1827 nära Aten, var en av hjältarna i det grekiska frihetskriget. 
Karaiskakis blev tidigt anställd i Ali Paschas av Janina tjänst och förvärvade sig dennes ynnest. Han deltog någon tid i dennes uppror mot sultanen och slöt sig till sina landsmän, då de 1821 reste sig mot turkarna. Under belägringen av Missolonghi (1825–26) utmärkte han sig och utnämndes i juli 1826 efter denna fästnings fall, då den segrande Reschid Pascha vände sig mot Aten, av den grekiska regeringen till högste befälhavare i Rumelien (Livadia). Han livade grekernas mod och hopp genom sitt med framgång förda gerillakrig och genom sina segerrika strider vid Arachova (december 1826) och Distomo (februari 1827). Någon månad senare föll han, till allmän sorg, för en turkisk kula under en obetydlig skärmytsling vid Ilisos mynning nära Aten. Karaiskakis hade, enligt mångas omdöme, de största fältherregåvorna bland alla de i frihetskriget uppträdande anförarna. I maj 1895 avtäcktes hans staty i Pireus.